# Johann Nepomuk Fuchs (Komponist, 1842)

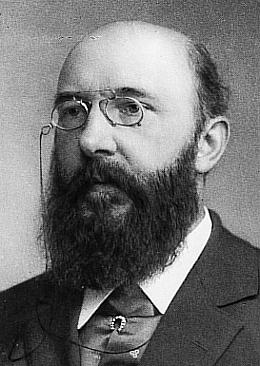
Johann Nepomuk Fuchs

Johann Nepomuk Fuchs (* 5. Mai 1842 in Frauenthal, Steiermark; † 5. Oktober 1899 in Bad Vöslau, Niederösterreich) war ein österreichischer Komponist und Kapellmeister.

## Leben
Johann Nepomuk Fuchs, Bruder des Komponisten Robert Fuchs, hatte als Dirigent in Preßburg, Brünn, Köln, Hamburg und Leipzig gearbeitet und wurde 1880 Kapellmeister an der Wiener Hofoper (1894 Vizehofkapellmeister). 1888 kam er ans Konservatorium der Gesellschaft der Musikfreunde in Wien, wo er unter anderem Alexander von Zemlinsky und Franz Haböck unterrichtete. 1893 wurde Fuchs zum Direktor des Konservatoriums ernannt. Er komponierte Opern und Bühnenmusik und bearbeitete Opern von Christoph Willibald Gluck, Georg Friedrich Händel und Franz Schubert. Auch als Berater für die Schubert-Gesamtausgabe von Breitkopf & Härtel war er tätig. Eine weitere Berühmtheit erlangte er auf dem Gebiet der Marschmusik, indem er Märsche schrieb, die den Persönlichkeiten oder Ereignissen der österreichischen Militärgeschichte gewidmet waren und zu den Regimentsmärschen der k. u. k. Armee wurden.

## Werke

### Werke für Blasorchester
- Alt-Starhemberg-Marsch
- Daun-Marsch
- Laudon-Marsch
- Maria-Theresia-Marsch
- Pfalz-Neuburg-Teutschmeister-Marsch